# 中華人民共和国鉄道部
中華人民共和国鉄道部（ちゅうかじんみんきょうわこくてつどうぶ ）は、かつて中華人民共和国国務院に属していた行政部門。鉄道行政を管轄していた。鉄道部と交通運輸部が、日本の旧運輸省（現国土交通省の一部）にあたる。日本の報道では「中国鉄道省」の表記も多く見られる。中華人民共和国鉄道部は2013年の全国人民代表大会で解体が決定され、中国鉄路総公司として生まれ変わった。
ここでは組織全般を主眼に取り扱うので、運営していた路線等については中華人民共和国の鉄道#国鉄を参照。

## 歴史
戦争に備えて軍隊や武器なども輸送する鉄道部は中華人民共和国の建国後、長い間、鉄道兵部隊を持つなど「準軍事部門」の扱いを受けていた。近年、高速鉄道の建設ラッシュに伴う財政支出で巨大な利権ネットワークが形成され、江沢民前共産党総書記に近い党官僚たちが同部を牛耳るようになった。
2011年2月、前鉄道部長であった劉志軍が職権濫用などを理由に解任され（後に党籍剥奪）、同年7月には浙江省温州市で列車脱線事故を引き起すなど不祥事が多発する（2011年温州市鉄道衝突脱線事故）。
このため2013年3月5日から開催される全国人民代表大会で、鉄道部の解体が決定された。廃止後、行政部門を「国家鉄路局」として交通運輸部に吸収し、実際の鉄道運行を担う営利部門などは国有資産監督管理委員会の管理下に置かれ、国有企業中国鉄路総公司として再出発した。
2019年6月18日、中国鉄路総公司は中国国家鉄路集団有限公司に移行した。

## 歴任部長
- 滕代遠
- 呂正操
- 万里
- 段君毅
- 郭維城
- 劉建章（代部長）
- 劉建章
- 陳璞如
- 丁関根
- 李森茂
- 韓杼浜
- 傅志寰
- 劉志軍（2003年 - 2011年）
- 盛光祖（2011年 - 2013年）

## 下位機構
12の職能司（日本の庁にあたる）が置かれていた。
1. 弁公庁
2. 政策法規司
3. 発展計画司
4. 財務司
5. 科学技術教育司
6. 人事司
7. 労働・医療・衛生司
8. 建設管理司
9. 国際合作司
10. 安全監察司
11. 運輸局
12. 公安局

### 鉄路局（鉄道局）／集団公司
1. 京局 - 北京鉄路局
2. 成局 - 成都鉄路局
3. 広鉄 - 広州鉄路集団
4. 哈局 - ハルビン鉄路局
5. 呼局 - フフホト鉄路局
6. 済局 - 済南鉄路局
7. 昆局 - 昆明鉄路局
8. 蘭局 - 蘭州鉄路局
9. 南局 - 南昌鉄路局
10. 寧局 - 南寧鉄路局
11. 青鉄 - 青蔵鉄路公司
12. 上局 - 上海鉄路局
13. 瀋局 - 瀋陽鉄路局
14. 太局 - 太原鉄路局
15. 烏局 - ウルムチ鉄路局
16. 武局 - 武漢鉄路局
17. 西局 - 西安鉄路局
18. 鄭局 - 鄭州鉄路局